# Selma Arruda
Selma Rosane Santos Arruda (Camaquã, 20 de janeiro de 1963) é uma ex-magistrada e política brasileira, filiada ao Podemos (PODE). Atuou durante 22 anos na magistratura no Tribunal de Justiça do Estado de Mato Grosso (TJMT) até se aposentar no ano de 2018.
Ganhou notoriedade por sentenciar no estado do Mato Grosso prisões de políticos envolvidos em corrupção. Nas eleições de 2018, foi eleita na primeira colocação como senadora por Mato Grosso pelo Partido Social Liberal (PSL).
Em 10 de dezembro de 2019, o Tribunal Superior Eleitoral (TSE) decidiu pela cassação de seu mandato  ao condená-la por abuso de poder econômico e captação ilícita de recursos durante a campanha de 2018. A decisão foi confirmada pela mesa diretora do Senado Federal  em 15 de abril de 2020, quando foi efetivada a perda do mandato.

## Biografia

### Primeiros anos e formação acadêmica
Nascida em Camaquã, no Rio Grande do Sul, fez carreira e ganhou notoriedade como magistrada.  Formou-se em direito no Centro Universitário Ritter dos Reis (UniRitter).

### Carreira profissional
Formada, advogou durante dez anos como advogada na área de direito empresarial em Rondonópolis e Cuiabá, já em Mato Grosso. Passou em concurso público e tornou-se juíza na 3ª Vara Criminal de Alta Floresta, no ano de 1996.
Por sua atuação rígida contra a corrupção, foi apelidada de "Moro de MT" ou "Moro de saias" (em referência ao juiz Sergio Moro, que também atuou rigidamente contra a corrupção na Operação Lava Jato) e teve uma rotina de proteção com apoio de nove seguranças, em razão das várias ameaças que recebeu.
Em 2015, a juíza decretou a prisão do ex-governador do estado de Mato Grosso, Silval Barbosa (MDB), na Operação Sodoma, da Polícia Federal.

### Senado Federal
Em abril de 2018, Selma Arruda filiou-se ao Partido Social Liberal (PSL) em cerimônia que contou com o então deputado federal Jair Bolsonaro, em outubro do mesmo ano, foi eleita senadora, sendo a mais votada por Mato Grosso.
Em 18 de setembro de 2019, confirmou sua saída do PSL após discussões internas com seu correligionário Flávio Bolsonaro e filiou-se ao Podemos (PODE).

### Cassação
Em 10 de abril de 2019, teve o seu mandato cassado por unanimidade pelo Tribunal Regional Eleitoral de Mato Grosso (TRE-MT), tornando-a inelegível junto a seus suplentes, Gilberto Possamai e Clerie Fabiana, por suposto uso de caixa 2 nas eleições de 2018. Contudo, a senadora ainda poderia recorrer ao Tribunal Superior Eleitoral (TSE) sem precisar deixar o mandato, enquanto a condenação é questionada judicialmente. Selma foi acusada de contratar propaganda irregular antes da campanha oficial e uso de caixa 2. Ela disse que iria recorrer da decisão.
A defesa de Selma Arruda recorreu e, no dia 10 de dezembro de 2019, o TSE determinou a cassação do mandato da senadora e de seus suplentes, ao condená-la por abuso de poder econômico e captação ilícita de recursos durante a campanha de 2018, com efeitos após a publicação do acórdão. Também decidiu pela convocação de uma nova eleição para o cargo. Assim, Selma Arruda ficou inelegível até 2026.
Nessa eleição, quem assumiu a vaga deixada por Selma foi Carlos Fávaro (PSD).